# Aalstrup
Aalstrup er en gammel hovedgård, som nævnes første gang i 1428 og var en avlsgård under Christianssæde fra 1728 til 1928. Gården ligger i Landet Sogn, Lollands Sønder Herred, Maribo Amt, Højreby Kommune. Hovedbygningen er opført i 1728.
Aalstrup Gods er på 147 hektar.

## Ejere af Aalstrup
- (1428-1439) Iven Foss
- (1439-1459) Karen Ivensdatter Foss gift (1) Jensen (2) Vasspyd
- (1459-1463) Lavrids Jensen Vasspyd
- (1463-1483) Karen Ivensdatter Foss gift (1) Jensen (2) Vasspyd / Iven Herlufsen Jensen
- (1483-1519) Mads Lavridsen Vasspyd
- (1519-1535) Lavrids Madsen Vasspyd
- (1535-1549) Mads Lavridsen Vasspyd
- (1549-1560) Anna Lavridsdatter Vasspyd gift Grubbe
- (1560-1573) Erik Grubbe
- (1573-1614) Peder Eriksen Grubbe
- (1614-1622) Jesper Pedersen Grubbe
- (1622-1625) Anne Hansdatter Wittrup gift Grubbe / Erik Jespersen Grubbe / Jørgen Jespersen Grubbe
- (1625-1631) Anne Hansdatter Wittrup gift Grubbe / Erik Jespersen Grubbe
- (1631-1634) Anne Hansdatter Wittrup gift Grubbe
- (1634-1638) Barbara Hansdatter Wittrup gift Friis
- (1638-1639) Christen Friis
- (1639-1654) Gregers Christensen Friis
- (1654-1661) Henrik Bielke
- (1661) Joachim von Gersdorff
- (1661-1669) Jørgen Bielke / Jens Rodsteen
- (1669-1686) Poul von Klingenberg
- (1686-1700) Jens baron Juel
- (1700-1702) Jens baron Juels dødsbo
- (1702-1708) Vilhelm Frederik baron Gyldencrone
- (1708-1728) Anne Vind Banner gift (1) Gyldencrone (2) Rantzau
- (1728-1738) Christian Ditlev greve Reventlow
- (1738-1775) Christian Ditlev greve Reventlow, ovenståendes søn
- (1775-1827) Christian Ditlev Frederik greve Reventlow, ovenståendes søn
- (1827-1851) Christian Ditlev greve Reventlow, ovenståendes søn
- (1851-1875) Ferdinand Carl Otto greve Reventlow, ovenståendes søn
- (1875-1889) Benedicte Christiane komtesse Reventlow gift Reventlow, ovenståendes kone
- (1889-1928) Christian Einar Ferdinand Ludvig Eduard lensgreve Reventlow, ovenståendes søn
- (1928-1966) Svend Olsen
- (1966-) Svend Erik Olsen

## Ekstern henvisninger
- Aalstrup - fra Dansk Center for Herregårdsforskning Arkiveret 11. februar 2017 hos  Wayback Machine